# Rolf Borzik
Rolf Borzik (* 29. Juli 1944 in Posen; † 27. Januar 1980 in Essen) war ein deutscher Kostüm- und Bühnenbildner. 

## Leben
Nach dem Tod des Vaters 1945 siedelte Rolf Borziks Familie von Posen nach Detmold über, wo er die Schule besuchte. 1957 zog die Familie nach Aerdenhout in den Niederlanden. Nach dem Realschulabschluss begann der junge Borzik ein Kunststudium zunächst in Haarlem, dann in Amsterdam und Paris. 1967 wechselte er an die Essener Folkwangschule. Dort lernte er die Choreographin Pina Bausch kennen. 1973 wurden beide an das Tanztheater Wuppertal berufen, sie als Direktorin, er als Kostüm- und Bühnenbildner. Mit ihren unkonventionellen Inszenierungen und der Verbindung mit anderen Medien, etwa der Oper, entwickelten sie ganz neue Formen des Tanztheaters und Wuppertal wurde zu einem der renommiertesten Orte internationaler Tanzkunst. 1980 starb Rolf Borzik an Leukämie.